# إيمي والدمان
إيمي والدمان (بالإنجليزية: Amy Waldman)‏ هي صحفية وكاتِبة أمريكية، ولدت في 21 مايو 1969 في الولايات المتحدة.